# Southport (Caroline du Nord)
Pour les articles homonymes, voir Southport.
Southport est une ville américaine située dans le comté de Brunswick en Caroline du Nord. En 2010, sa population était de 2 833 habitants.
Southport fut le lieu de tournage du film Souviens-toi... l'été dernier sorti en 1997.

## Démographie
| 1870 | 1880  | 1890  | 1900  | 1910  | 1920  |
| ---- | ----- | ----- | ----- | ----- | ----- |
| 810  | 1 008 | 1 207 | 1 336 | 1 484 | 1 664 |

| 1930  | 1940  | 1950  | 1960  | 1970  | 1980  |
| ----- | ----- | ----- | ----- | ----- | ----- |
| 1 760 | 1 760 | 1 748 | 2 034 | 2 220 | 2 824 |

| 1990  | 2000  | 2010  | - | - | - |
| ----- | ----- | ----- | - | - | - |
| 2 369 | 2 351 | 2 833 | - | - | - |

## Traduction
- (en) Cet article est partiellement ou en totalité issu de l’article de Wikipédia en anglais intitulé « Southport, North Carolina » (voir la liste des auteurs).